# Шпигель, Скотт
Скотт Шпигель (англ. Scott Spiegel; род. 24 декабря 1957, Бирмингем, Мичиган, США) — американский кинорежиссёр, сценарист, актёр и кинопродюсер. Наиболее известен как соавтор сценария к фильму «Зловещие мертвецы 2», который он написал со своим давнишним другом, кинорежиссёром Сэмом Рэйми — они вместе окончили среднюю школу Groves в Бирмингеме (штат Мичиган). Шпигель сыграл роль Скотти в фильме Рэйми «В лесах», послужившим предтечей к «Зловещим мертвецам».

## Биография
Когда Шпигель впервые прибыл в Лос-Анджелес, он жил в общежитии вместе с режиссёрами Рэйми и Джоэлем Коэном, продюсером Итаном Коэном и актрисами Холли Хантер, Фрэнсис Макдорманд и Кэти Бейтс. А его соседом по комнате был монтажёр Боб Муравски («Человек-паук»). В начале 1990-х Шпигель знакомит начинающего режиссёра Квентина Тарантино с продюсером Лоуренсом Бендером, который помогает Тарантино в съёмках «Бешеных псов».
Шпигель вырос в «сельском» Бирмингеме (Мичиган). Посещал начальную школу Walnut Lake, после чего перешёл в высшую школу West Maple Jr.. Здесь Скотт встретил Сэма Рэйми и Брюса Кэмбелла. Шпигель работал в местном продуктовом магазине, который находился напротив его родной начальной школы.
В 1989 году выходит его дебютная режиссёрская работа «Незваный гость», снятая всего за 100 тысяч долларов. Одну из ролей в этом фильме ужасов сыграл Сэм Рэйми, а сценаристом и продюсером стал Лоуренс Бендер. Картина вышла только на видео, а премьера состоялась в Японии 27 января 1989 года, в то время как в США видеокассеты с этим фильмом появились в магазинах лишь 19 апреля того же года. А в 2005 году в США и Канаде вышли переиздания «Незваного гостя» на DVD. В 1992 году начинающий режиссёр выпускает комедийную драму «Безумный», снятую по сценарию Сэма Рэйми. Её ожидал меньший успех, чем дебютную картину, но в Германии, Исландии, Гонконге и Южной Корее она даже выходит в прокат, а позже выходит на видео в Канаде, США и Японии.
В 1998 году Шпигель снял вышедший сразу на видео сиквел «От заката до рассвета» под названием «Кровавые деньги Техаса». Затем Шпигель создал производственную компанию Raw Nerve вместе с режиссёрами Элаем Ротом и Боазом Якином. В 2004 году сразу на DVD вышла картина «Приключения Модести Блэйз», а в 2005 Raw Nerve спродюсировала «Хостел» режиссёра Элая Рота.

## Фильмография
| Год  |     | Русское название                                | Оригинальное название                          | Роль                                              |
| ---- | --- | ----------------------------------------------- | ---------------------------------------------- | ------------------------------------------------- |
| 1978 | ф   | В лесах                                         | Within the Woods                               | актёр (Скотти)                                    |
| 1981 | ф   | Зловещие мертвецы                               | The Evil Dead                                  | актёр (Фэйк Шемп)                                 |
| 1985 | ф   | Война Страйкера                                 | Stryker's War                                  | сценарист, продюсер, художник, актёр (Пин Кашион) |
| 1987 | ф   | Зловещие мертвецы 2                             | Evil Dead II                                   | сценарист, актёр (Фэйк Шемп)                      |
| 1989 | ф   | Незваный гость                                  | Intruder                                       | режиссёр, сценарист, актёр (Хлебный человек)      |
| 1989 | ф   | Список приговорённых                            | Hit List                                       | сценарист                                         |
| 1989 | ф   | Мертвец по соседству                            | The Dead Next Door                             | актёр (Ричардс)                                   |
| 1989 | ф   | Робот-ниндзя                                    | Robot Ninja                                    | актёр (Марти Коулслоу)                            |
| 1990 | ф   | Освежёванные заживо                             | Skinned Alive                                  | актёр (Финк)                                      |
| 1990 | ф   | Самоволка                                       | Lionheart                                      | актёр (Pool Fight Bookie)                         |
| 1990 | ф   | Человек тьмы                                    | Darkman                                        | актёр (Рабочий в доке)                            |
| 1990 | ф   | Новичок                                         | The Rookie                                     | сценарист                                         |
| 1992 | ф   | Безумный                                        | The Nutt House                                 | режиссёр, сценарист                               |
| 1995 | ф   | Быстрый и мёртвый                               | The Quick and the Dead                         | актёр (Человек с золотыми зубами)                 |
| 1996 | ф   | Там, где правда                                 | Where Truth Lies                               | актёр (Тюремщик)                                  |
| 1999 | ф   | От заката до рассвета 2: Кровавые деньги Техаса | From Dusk Till Dawn 2: Texas Blood Money       | режиссёр, сценарист, актёр (Порнорежиссёр)        |
| 2002 | ф   | Человек-паук                                    | Spider-Man                                     | актёр (Морской полицейский)                       |
| 2004 | ф   | Приключения Модести Блэйз                       | My Name Is Modesty: A Modesty Blaise Adventure | режиссёр                                          |
| 2004 | ф   | Человек-паук 2                                  | Spider-Man 2                                   | актёр (Человек на балконе)                        |
| 2005 | ф   | 2001 маньяк                                     | 2001 Maniacs                                   | продюсер, актёр (Бродячий певец)                  |
| 2005 | ф   | Хостел                                          | Hostel                                         | исполнительный продюсер                           |
| 2007 | ф   | Хостел 2                                        | Hostel: Part II                                | исполнительный продюсер                           |
| 2008 | ф   | Требуется няня                                  | Babysitter Wanted                              | актёр (Доктор Спигел)                             |
| 2009 | ф   | Затащи меня в Ад                                | Drag Me to Hell                                | актёр (Mourners at Death Feast)                   |
| 2011 | ф   | Хостел 3                                        | Hostel: Part III                               | режиссёр, продюсер                                |
| 2019 | док | Однажды... Тарантино                            | QT8: The First Eight                           | в роли самого себя                                |